# Los descargadores en Arlés
Los descargadores en Arlés es una pintura de óleo pintada por Vincent van Gogh durante su estancia en Arlés, Francia. Es una de las muchas obras que el pintor neerlandés creó en ese período particularmente productivo de su vida, cuando experimentaba con la luz del Mediterráneo, los colores vibrantes y una evolución en su estilo postimpresionista.
La obra está pintada con una pincelada gruesa y alargada, con fuertes contrastes de color. Nos muestra una vista de las aguas del Ródano con una luz ardiente de puesta de sol que le permite destacar a contraluz los motivos de la composición que evidencian una clara influencia japonesa.
La pintura representa a varios trabajadores descargando mercancías a orillas del río Ródano, en la ciudad de Arlés. Las figuras están distribuidas en primer plano, realizando distintas tareas asociadas al trabajo físico, mientras que en el fondo se observa un puente de hierro y edificaciones características de la región. La elección del tema refleja el interés del artista por representar aspectos simples de la vida diaria, como el trabajo manual, integrándolos a su búsqueda pictórica centrada en el color, la atmósfera y la expresividad del trazo.

## Contexto histórico
Van Gogh llegó a Arlés en febrero de ese año, buscando una luz más intensa y colores más vivos que los que encontraba en París, además de un entorno más tranquilo que le permitiera concentrarse en su trabajo.
Durante su tiempo en Arlés, Van Gogh desarrolló un estilo caracterizado por una mayor expresividad en la pincelada, una paleta de colores más intensa y composiciones influidas tanto por el impresionismo como por el arte japonés. En esta etapa produjo algunas de sus obras más conocidas, como La casa amarilla, El dormitorio en Arlés y Terraza de café por la noche.
La elección de representar escenas de la vida cotidiana, como el trabajo de los descargadores en la orilla del Ródano, refleja el interés de Van Gogh por capturar la realidad inmediata, otorgando valor pictórico y humano a temas simples. Este enfoque se relaciona con su admiración por artistas como Jean-François Millet, quienes también representaban a trabajadores en ambientes rurales.
La obra también forma parte del conjunto de pinturas vinculadas al entorno del río Ródano, donde Van Gogh encontró múltiples motivos para explorar los efectos de la luz, el reflejo del agua y la actividad humana, tal como se aprecia también en su cuadro Noche estrellada sobre el Ródano.